# Zaglossus attenboroughi
Zaglossus attenboroughi — вид ссавців з роду проєхидна родини єхиднових. Названий на честь сера Девіда Аттенборо, видатного природознавця.

## Морфологічна характеристика
Це найменший вид роду з довжиною дзьоба 70 мм. Ймовірна вага становить 2–3 кг. Цей вид має п'ять кігтів на передніх і задніх лапах. Волосяний покрив щільний і короткий, коричневого забарвлення, на череві жовтувато-коричневого.

## Середовище проживання
Цей вид відомий з одного зразка, зібраного в 1961 році на висоті 1600 м над рівнем моря, з однієї гори Берг-Рара в Циклопових горах на крайній півночі провінції Папуа, Індонезія. Вид проживає в тропічних гірських лісах, ймовірно, від низовин до гірських висот. Про його екологію й поведінку нічого конкретного не відомо; імовірно, він дуже схожий на інші види Zaglossus.

## Загрози й охорона
Усі види Zaglossus дуже сприйнятливі до хижацтва людини з використанням мисливських собак. Без собак Zaglossus надзвичайно важко знайти, оскільки вони зустрічаються при природно низькій щільності та ведуть нічний спосіб життя. Полювання місцевих жителів у Циклопових горах продовжує лишатися серйозною загрозою. Середовище існування цього виду також погіршується внаслідок вирубок та розширення дрібного сільського господарства.
Цей вид занесений до Додатку II CITES. Територію, з якої було зібрано єдиний екземпляр, оголошено заповідником.

## Повторне відкриття
15 липня 2007 року дослідники EDGE of Existence programme повідомили, що вони бачили нори та сліди, які можуть належати проєхидні Аттенборо. Крім того, при спілкуванні з місцевими жителями вдалося встановити, що цей вид, ймовірно, існував до 2005 року. 
У липні 2023 року під час експедиції під керівництвом вчених з Оксфордського університету в Циклопових горах Індонезії було виявлено представника цього виду під час аналізу записів з фотопастки. Це сталося більш ніж через 60 років після того, як його востаннє помітили.